# Грузинский экзархат
Грузинский экзархат Святейшего Правительствующего Синода Православной Российской Церкви (груз. საქართველოს საეგზარქოსო) — экзархат Православной Российской Церкви, созданный в 1811 году после присоединения Грузии к России и объединивший епархии ранее автокефальной Грузинской православной церкви. Существовал де-факто до марта 1917 года, когда была провозглашена автокефалия Грузинской церкви. Прошедший в сентябре того же года в Тифлисе Собор Грузинской Церкви утвердил автокефалию и избрал Католикосом-Патриархом всей Грузии епископа Кириона (Садзаглишвили). Упразднён в 1920 году.

## История
После присоединения Восточной Грузии к Российской империи в 1801 году католикос Антоний II, имевший статус постоянного члена российского Святейшего синода, 30 июня 1811 года был уволен от управления духовными делами Грузии, а вместе с тем упразднено и звание католикоса. Главе грузинского духовенства повелено было именоваться митрополитом Мцхетским и Карталинским со званием члена Святейшего синода и экзарха Грузии. Число епархий, доходившее тогда в Грузии до 13 (они владели 2218 дворами крестьян), было сокращено до двух: «Мцхетской и Карталинской» и «Алавердской и Кахетинской», и для управления ими образована была при экзархе Грузии духовная дикастерия, которая в 1814 году была заменена Грузино-Имеретинской синодальной конторою.

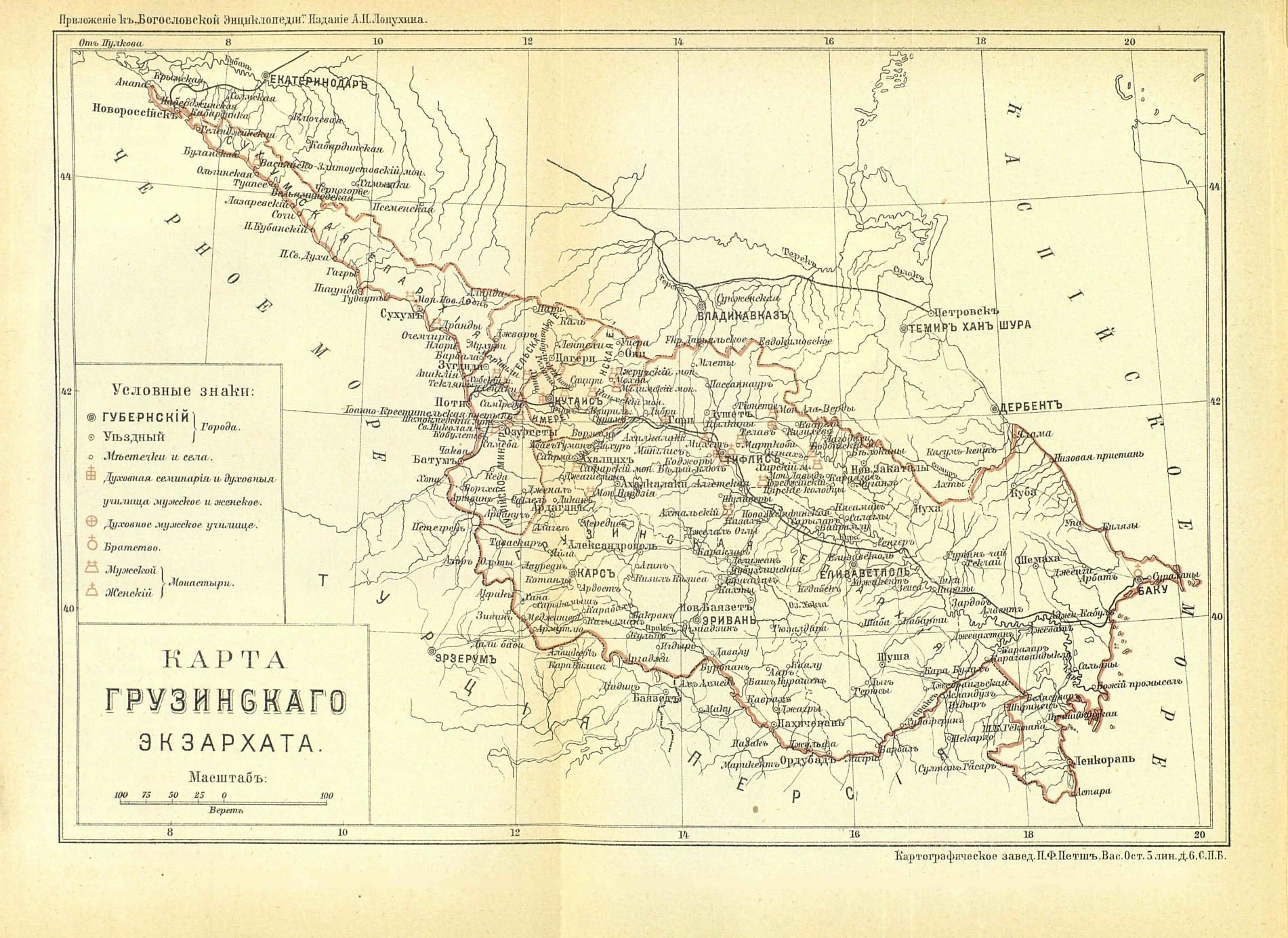
Грузинский экзархат

В 1818 году в Грузии была образована одна епархия с наименованием её Карталинской и Кахетинской, отчего и экзарх Грузии стал именоваться архиепископом Карталинским и Кахетинским, а в Имеретии, Мингрелии и Гурии образовано по одной епархии. Впоследствии в распределение епархий вносились некоторые изменения.
В июне 1819 года экзарх Грузии митрополит Феофилакт (Русанов) направил в Имеретию сотрудников синодальной конторы, которые начали закрывать церкви и изгонять священников, объявляли народу о монетизации натуральных налогов.

Командующий Отдельным Кавказским корпусом генерал Алексей Ермолов так описывал истоки и последствия произошедших вследствие сего народных волнений: 
Перемены сии были частию необходимы, ибо духовенство было в числе чрезмерном, церкви в бедности и потому без приличного благолепия, доходы без определительности, употребление оных без ясной отчетности. Перемены сии, однако же, не весьма нравились, ибо в числе духовенства в здешней стране есть люди, принадлежащие знатнейшим фамилиям, имеющие сильные связи. Их оскорбляла строгая подчиненность, уничтожившая прежнее их значение; не менее огорчало то, что не могли они употреблять доходы безотчетно и в свою пользу; но в Грузии не произвело сие ни каких худых следствий, ибо Экзарх призвал к содействию местные власти. В Имеретин же людьми неблагонамеренными между Дворянством, паче же своим Духовенством, преобразование управления истолковано было возмутительным образом, и простой народ, в невежестве своем наиболее послушный оному, по сделанным тайно внушениям, не только во многих местах не допустил посланных от Экзарха комиссаров для описания церковного имущества, но угрожал оным, и они были даже в опасности потерять жизнь. Митрополит Феофилакт, которого не раз предупреждал я, что нельзя приступить к равным переменам, как по Грузии, так и по Имеретии, ибо в сей последней, по недавней её зависимости, власти не в полном действии, и им не полное оказываемо повиновение, и что простой народ, в состоянии несравненно большого невежества, нежели в Грузии, легко может быть возбужден к беспокойствам, и надобно будет прибегать к мерам крайним для укрощения. Митрополит казался согласующимся с моим мнением, но думал, что присутствием своим удалит всякий беспорядок и успеет исполнить свое намерение, ввести новое преобразование. Он отправился в Имеретию и, пребывая в Кутайсе, управлял действиями своих комиссионеров; но когда начал народ собираться толпами, власти в округах учрежденные, не в состоянии будучи удержать его в послушании и рассеять скопища, удалились, и надобно было послать войска, для усмирения их, тогда Митрополит уехал обратно в Грузию. Поспешность обнаружила малодушие его и робость, и он, угождая требованиям буйственного народа, приказал возвратить сделанное описание некоторой части церковных имений
.
На 1885 год экзархат состоял из пяти епархий:
1. Грузинская епархия, заключающая в своём составе 12 монастырей и 485 приходских церквей Тифлисской, Бакинской, Елизаветпольской и Эриванской губерний и областей Карской, Дагестанской и Закаспийской, управлялась экзархом Грузии, имевшим пребывание в Тифлисе; при экзархе два викария, епископы Горийский и Алавердский.
2. Владикавказская епархия образована из двух монастырей и 122 церквей Терской области и северной Осетии.
3. Имеретинская епархия имела 8 монастырей и 478 церквей Имеретии, то есть Кутаисского, Шорапанского и Рачинского уездов Кутаисской губернии; кафедра в Кутаиси.
4. Новосенакская, или Гурицско-Мингрельская, епархия образована из пяти монастырей и 407 церквей Мингрелии и Гурии, то есть уездов Лечхумского, Сенакского, Зугдидского и Озургетского и округов Батумского и Артвинского Кутаисской губернии, с кафедрою в Новосенаках.
5. Сухумская епархия с кафедрой в Сухуме образована вместо прежней Абхазской епархии; в состав её входили монастырь и 46 церквей Сухумского округа, а также часть (9 церквей) Черноморского округа, с городами Новороссийском и Анапой и селениями Вельяминовским, Геленджикским, Джубским, Вуланским и Адлером, постом Даховским (Сочи) и деревней Веселой.

С 1864 года при экзархате издавался ежемесячный журнал «Грузинский духовный вестник».
В Грузинском экзархате насчитывалась 1 семинария (Тифлисская) и 6 духовных училищ. Личный состав белого духовенства Грузинского экзархата на 1884 год: 28 протоиереев, 660 священников, 144 диакона и 735 причетников; монахов 160, послушников 109, монахинь 29, послушниц 135.
С конца XIX века стало набирать силу движение за восстановление грузинской автокефалии, которое поддержали как представители духовенства, так и видные миряне.
К началу XX века экзархат заключал в гражданском отношении территории шести российских губерний: Тифлисской, Бакинской, Эриванской, Елизаветпольской, Кутаисской, Черноморской; одной области — Карской и одного округа — Закатальского; в церковном отношении делился на 4 епархии, наибольшей из которых была Грузинская епархия, включавшая, среди прочего, Карс, Эривань, Елизаветполь, Ленкорань, Баку, Ялама.
После падения российской монархии недовольство грузинского духовенства синодальной русской политикой приняло формы автокефалистского и антирусского движения; русские епископы в несколько месяцев вынуждены были покинуть свои кафедры.
12 (25) марта 1917 года Мцхетским собором была провозглашена автокефалия Грузинской церкви, которая была признана Московским патриархатом в 1943 году.

## Экзархи
Грузинский Экзархат
1. митрополит Варлаам (Эристави) (1811—1817)
2. митрополит Феофилакт (Русанов) (1817—1821)
3. митрополит Иона (Василевский) (1821—1832)
4. архиепископ Моисей (Богданов-Платонов) (1832—1834)
5. архиепископ Евгений (Баженов) (1834—1844)
6. архиепископ Исидор (Никольский) (1844—1858)
7. архиепископ Евсевий (Ильинский) (1858—1877)
8. архиепископ Иоанникий (Руднев) (1877—1882)
9. архиепископ Павел (Лебедев) (1882—1887)
10. архиепископ Палладий (Раев) (1887—1892)
11. архиепископ Владимир (Богоявленский) (1892—1898)
12. архиепископ Флавиан (Городецкий) (21 февраля 1898— 10 ноября 1901)
13. архиепископ Алексий (Опоцкий) (10 ноября 1901— 1 июля 1905)
14. архиепископ Николай (Налимов) (1 июля 1905 — 9 июня 1906)
15. архиепископ Никон (Софийский) (9 июня 1906 — убит 28 мая 1908)
16. архиепископ Иннокентий (Беляев) (7 декабря 1909— † 9 сентября 1913)
17. архиепископ Алексий (Молчанов) (4 октября 1913— † 20 мая 1914)
18. архиепископ Питирим (Окнов) (26 июня 1914— 23 ноября 1915)
19. архиепископ Платон (Рождественский) (5 декабря 1915 — 13 августа 1917)

Кавказский Экзархат
- архиепископ Платон (Рождественский) (13 августа 1917 — 22 февраля 1918)
- митрополит Кирилл (Смирнов) (1 апреля 1918 — апрель 1920)